# Didymodon subrevolutus
Didymodon subrevolutus là một loài Rêu trong họ Pottiaceae. Loài này được (Hampe) Broth. mô tả khoa học đầu tiên năm 1902.